# René Moawad
René Anis Moawad (Zgharta, 17 de abril de 1925 - Beirut, 22 de noviembre de 1989) (en árabe: رينيه معوض‎) fue Presidente de Líbano por 17 días en 1989, del 5 al 22 de noviembre, cuando es asesinado por atacantes desconocidos.

## Biografía
René Anis Moawad nació en 1925, hijo de Anis Moawad y Evelyn Shalhoub. Cursó sus estudios en el Colegio De La Salle en Trípoli, antes de continuar su educación secundaria en el Colegio Saint Joseph en Antoura. Asistió a la Universidad Saint Joseph en Beirut, obteniendo un título en Leyes en 1947. Subsecuentemente comenzó a trabajar en el bufete de Abdallah El-Yafi, antiguo Primer Ministro, para después abrir su propio bufete en Trípoli en 1951.

## Trayectoria
Moawad realizó su primera incursión en política in 1951, cuando sin éxito intentó obtener un escaño para representar a Zgharta en la Asamblea Nacional. A pesar de ser derrotado, logró una importante alianza con la familia Frangieh. Fue elegido finalmente a la Asamblea Nacional en 1957, y fue reelegido en 1960, 1964, 1968, y 1972 -la última elección llevada a cabo antes su elección a la presidencia (la guerra civil entre 1975 y 1990 detuvo cualquier realización de elecciones durante ese tiempo).
En 1952, Moawad fue brevemente arrestado y encarcelado en Aley por participar en el levantamiento nacional que forzó la renuncia del presidente Bechara El Khoury, primer líder post independencia de Líbano. Fue nuevamente perseguido por el siguiente presidente, Camille Chamoun, cuando éste intentó una posible reforma constitucional para extender su mandato de seis años que expiraba en 1958. Se exilió en Latakia, Siria. Fue durante su exilio cuando ganó su primera elección como parlamentario.
Moawad se convirtió en un fuerte adherente de Chamoun, Fuad Chehab. Presidió el Comité de Leyes del Parlamento y de Finanzas y Presupuesto. Se desempeñó como Ministro de Correos y Telecomunicaciones en el gobierno del Primer Ministro Rashid Karami (también un chehabista) del 31 de octubre de 1961 al 20 de febrero de 1964. Más tarde se desempeñó como Ministro de Obras Públicas, nuevamente durante la gestión de Karami, del 16 de enero al 24 de noviembre de 1969, durante la presidencia del sucesor de Chehab, Charles Helou. En 1970, apoyó a los Chehabistas a la presidencia y a su amigo Elias Sarkis contra su viejo aliado Suleiman Frangieh. Frangieh ganó la elección por el sistema de voto único.
El 25 de octubre de 1980, Moawad volvió al gabinete como Ministro de Educación Nacional y Bellas Artes, durante el gobierno del presidente Elias Sarkis (quien reemplazó a Frangieh en 1976) y el Primer Ministro Shafik Wazzan, cuyo cargo ocupó hasta el fin de la presidencia de Sarkis el 24 de septiembre de 1982. La fortaleza de su alianza de Suleiman Frangieh sería puesta a prueba en ese año, cuando Moawad votó en apoyo en Bachir Gemayel, el rival de Frangieh, a presidente. A pesar de la ira de Frangieh, continuaron siendo amigos.

## Elección y muerte
Siguiendo el Acuerdo de Taif para terminar con la guerra civil, la Asamblea Nacional se reunió el 5 de noviembre en la base aérea Qoleiat en Líbano del Norte y eligió a Moawad como Presidente de Líbano por 409 días luego de que Amine Gemayel dejara vacante la posición tras el final del mandato en 1988. El parlamento no pudo elegir un sucesor en aquel tiempo. Diecisiete días después, volviendo de celebrar el Día nacional de independencia el 22 de noviembre de 1989, un coche bomba de 250 kg fue detonado al lado de la caravana de Moawad al oeste de Beirut, que lo mató junto con 23 personas más. Chawki Choweiri, representante del Líbano ante la ONU, declaró: "Esta es la mayor catástrofe del año de catástrofes del cual hemos ido demasiado lejos. Hemos perdido quizás demasiadas oportunidades para unir a la nación."
No se llevó ninguna investigación creíble sobre el asesinato. Hasta el día de hoy, la identidad y los motivos de los responsables siguen siendo tema de debate. Durante las protestas de la Revolución de los Cedros contra la ocupación siria el 14 de marzo de 2005, Nayla Moawad, su viuda, declaró "El 14 de marzo se recuperó la independencia del Líbano, y ese mismo día sentí que había vengado el asesinato de mi marido".

## Vida personal y legado
Era cristiano maronita, conocido por sus posturas moderadas, Moawad había otorgado a algunos ciudadanos libaneses la esperanza de terminar con la guerra civil. Es considerado un ejemplo de no violencia y tolerancia hacia los otros en el mundo árabe, su cultura de no confrontación y resolvedor de problemas lo llevó a ser aceptado por todos los partidos en medio de la guerra. Antes de morir, Moawad dio un discurso con estas palabras: "No puede haber país o dignidad sin la unidad del pueblo, no puede haber unidad sin acuerdo, no puede haber acuerdo sin conciliación, y no puede haber conciliación sin perdón ni compromiso." Su sucesor fue Elias Hrawi.
Era hijo de Anis Bey Mouawad, quien había sido alcalde de su pueblo, y su esposa Evelyn Shalhoub, eran una destacada familia de Zgharta, pero nunca un miembro de su familia había alcanzado el parlamento.   
En 1965, Moawad se casó con Nayla Moawad, una pariente de su antiguo oponente político, Bechara El Khoury. A pesar de la histórica animosidad entre las familias, como el hecho de ser ella quince años menor, el matrimonio fue felizmente celebrado. Su hija Rima Moawad es abogada y graduada de la Universidad de Harvard en Estados Unidos, mientras que su hijo Michel Moawad es un abogado y empresario graduado de la Sorbonne en París.
Moawad fundó la Fundación René Moawad, para la promoción de diálogos de paz y justicia social. Nayla Moawad fue elegida a la Asamblea Nacional en 1991. Fue parte de la oposición Qornet Shehwan Gathering, que se oponían a la presencia militar siria en Líbano. En 2004 anunció su candidatura para suceder a Émile Lahoud, cuyo mandato terminaba en noviembre.
El hijo de Moawad, Michel, fundó un partido político en 2006 llamado Movimiento Independencia. El movimiento es parte de la alianza anti Siria Qornet Shehwan Gathering y la Alianza 14 de Marzo. En el período 2005-2009 tres maronitas miembros en el parlamento por el distrito Zgharta District, Nayla Moawad, Jawad Simon Boulos y Samir Frangieh. Desde 2009, el partido ha sido liderado por Michel René Moawad, Jawad Simon Boulos y Youssef Bahaa El Douaihy.

## Memoriales
Existe el Jardín René Moawad, que se encuentra en el distrito Sanayeh en Beirut.